# Acalypha sonderiana
Acalypha sonderiana är en törelväxtart som beskrevs av Johannes Müller Argoviensis. Acalypha sonderiana ingår i släktet akalyfor, och familjen törelväxter. Inga underarter finns listade i Catalogue of Life.